# Hochschule für Musik, Theater und Medien Hannover
La Hochschule für Musik, Theater und Medien Hannover (Scuola superiore di musica, teatro e media di Hannover) è un conservatorio di musica, teatro e media fondato ad Hannover nel 1897 da Karl Leimer.
Al 2013, vi sono iscritti circa 1440 studenti, con 360 insegnanti suddivisi in 33 corsi di studio per musicisti, attori, insegnanti di musica, musicologi e pubblicisti dei media.
Il conservatorio offre tutti i corsi classici di musica, con particolare enfasi sulla formazione di solisti orchestrali, attori e registi teatrali. Viene insegnata anche la musica jazz e rock nell'ambito della musica popolare, con particolare enfasi per il jazz. I programmi di studio nelle aree del pianoforte, direzione d'orchestra e musica da camera sono considerati di altissima qualità a livello internazionale.
I dipartimenti di arte drammatica e opera lirica sono in stretta collaborazione con l'Opera di Hannover e l'orchestra della Norddeutscher Rundfunk. Il conservatorio organizza due produzioni annuali di opera lirica, comprese le premiere, e circa tre concerti orchestrali. 
Mantiene relazioni con molti conservatori nazionali e di altri paesi, in particolare con quelli della Svizzera, dell'Europa dell'Est e dell'Asia orientale.

## Presidenti recenti
- 1979–1993: Richard Jakoby
- 1993–1997:  Peter Becker
- 1997–2003: Klaus-Ernst Behne
- 2003–2005: Katja Schaefer
- 2006–2009: Rolf-Burkhard Klieme
- 2010–oggi:  Susanne Rode-Breymann[2]